# 시크 (인용)
인용된 말이나 문단 뒤에 삽입되는 라틴어 부사 시크(sic, sic erat scriptum, "문자 그대로")는 인용된 부분이 원본 텍스트에서 정확히 그대로 번역되거나 번역 없이 인용되었음을 나타내는 말이다. 인용된 부분이 오류가 있거나, 고어이거나, 철자나 구두법이나 문법이 틀렸을 때 sic가 표시된다. 급격한 주장, 잘못된 추론, 전사의 오류가 있는 자료의 인용에도 sic를 쓴다. 
보통은 오류가 전사의 과정에서 비롯된 것이 아니라 원문에 나타난 그대로 의도적으로 재현되었음을 독자에게 알리기 위해 쓴다. 보통은 인용문의 일부가 아님을 표시하기 위해 대괄호 속에 위치시킨다. 
sic는 원저자의 철자 실수나 오류가 있는 논리에 주목을 끌기 위해서나, 인용문에 대한 보편적인 반대나 반감을 보여주기 위해서, 조소적으로나 빈정대듯이 삽입되기도 한다.

## 같이 보기
- 아이러니 기호
- 주의 환기용 인용